# Xã Stony Creek, Quận Madison, Indiana
Xã Stony Creek (tiếng Anh: Stony Creek Township) là một xã thuộc quận Madison, tiểu bang Indiana, Hoa Kỳ. Năm 2010, dân số của xã này là 3.871 người.